# S/S Lokki
S/S Lokki (svenska: Måsen) är ett finländskt ångdrivet passagerarfartyg.
S/S Lokki byggdes 1913 för Kasurilan Höyryvenhe Oy i Kuopio på A. Ahlströms mekaniska verkstad (tidigare Varkaus bruks maskinverkstad) i Varkaus. Hon har sedan dess trafikerat Saimen. Hon gick i linjetrafik till 1975. Fartyget sjönk i Saimen vid Nyslott 1997. Fartyget bärgades 2005 och renoverades därefter under många år.